# Malk Göhren
Malk Göhren település Németországban, Mecklenburg-Elő-Pomeránia tartományban. Lakosainak száma 410 fő (2023. december 31.).

## Népesség
A település népességének változása:
| Lakosok száma | 456  | 398  | 403  | 398  | 399  | 410  |
|               | 2014 | 2017 | 2019 | 2021 | 2022 | 2023 |